# Municipio de Marquette (Kansas)
El municipio de Marquette (en inglés: Marquette Township) es un municipio ubicado en el condado de McPherson en el estado estadounidense de Kansas. En el año 2010 tenía una población de 808 habitantes y una densidad poblacional de 8,66 personas por km².

## Geografía
El municipio de Marquette se encuentra ubicado en las coordenadas 38°34′10″N 97°51′24″O / 38.56944, -97.85667. Según la Oficina del Censo de los Estados Unidos, el municipio tiene una superficie total de 93.31 km², de la cual 92,7 km² corresponden a tierra firme y (0,65 %) 0,61 km² es agua.

## Demografía
Según el censo de 2010, había 808 personas residiendo en el municipio de Marquette. La densidad de población era de 8,66 hab./km². De los 808 habitantes, el municipio de Marquette estaba compuesto por el 96,66 % blancos, el 0,12 % eran afroamericanos, el 0,12 % eran amerindios, el 1,61 % eran de otras razas y el 1,49 % eran de una mezcla de razas. Del total de la población el 3,59 % eran hispanos o latinos de cualquier raza.